# جون إس. هاجر
جون إس. هاجر هو قاضي ومحامي وسياسي أمريكي، ولد في 12 مارس 1818 في موريستاون في الولايات المتحدة، وتوفي في 19 مارس 1890 في سان فرانسيسكو في الولايات المتحدة. نشط حزبياً في الحزب الديمقراطي. وقد انتخب عضو مجلس الشيوخ الأمريكي ‏ عن دائرة California Class 1 senate seat ‏ وقد انضم خلال فترته النيابية ‏ (23 ديسمبر 1873 – 3 مارس 1875) للكتلة البرلمانية الحزب الديمقراطي وانتخب عضو مجلس ولاية كاليفورنيا ‏ وانتخب عضو مجلس الشيوخ الأمريكي ‏ عن دائرة كاليفورنيا (23 ديسمبر 1873 – 3 مارس 1875).